# 新美春之
新美 春之（にいみ はるゆき、1936年4月5日 - 2011年12月8日）は、日本の経営者。昭和シェル石油社長を務めた。

## 経歴
愛知県出身。1959年にアメリカのワシントン大学経済学部を卒業し、1960年に昭和シェル石油に入社。
1979年に取締役に就任し、1984年に常務、1993年3月に専務、同年9月に副社長を経て、1995年3月に会長に就任し、1998年2月には社長も兼任。2002年3月会長を経て、2005年10月には再び社長も検兼任し、2006年3月には会長に専任。社長在任時にはジャパンエナジーとの業務提携とサウジアラビアの国営石油会社サウジアラムコの出資の受け入れなどを取りまとめた。
2011年12月8日肺炎のために死去。75歳没。